# Каркаринские памятники
Каркаринские памятники — собирательное название сохранившихся с древних времен поселений, надгробий, курганов и каменных скульптур. Из-за большого количества памятники на территории Кегенского района Алматинской области. вошли в научную литературу под названием Каркаринские памятники. В ущелье Шырганак существовало средне-вековое поселение. В 1892 году в этих местах найдены осколки глиняной посуды, каменных орудия. В 1895 году в Иирсу на Шырганаке найдены каменные скульптуры с надписями. В 1898 году В. Д. Городецкий исследовал 16 курганов, средне-вековых поселения площадью 30*40 м, в 7 км от аула Кеген. В 1963 году экспедиция Института языкознания АН Казахстана (рук. Г.Мусабаев) обнаружила в Каркаре каменные изваяние с надписью, высотой 1,5 м. Каркаринские памятники являются историческим комплексом, дающим представление о духовном и культурном мире тюркского общества.